# NGC 1884
NGC 1884 في الفهرس العام الجديد، هي مجرة، تقع في كوكبة أبو سيف. اكتشفها الفلكي الإنجليزي جون هيرشل في 3 يناير 1837.

## روابط خارجية
- NGC 1884 على موقع ويكي سكاي: DSS2, SDSS, GALEX, IRAS, Hydrogen α, X-Ray, Astrophoto, Sky Map, Articles and images